# 勤丰营站
勤丰营站位于云南省楚雄州禄丰县勤丰镇南边的马官营村，建于1966年，邮政编码为651203。
勤丰营站一个成昆铁路上的车站，罗茨支线在该站西向北分歧。勤丰营站目前为四等站，隶属昆明铁路局管辖，西距广通站87公里，成都站1034公里，东距昆明站66公里，北距峨头厂站32公里。行李、包裹托运；货运：办理整车、零担货物发到。